# زندگی پس از مرگ (ترانه)
«زندگی پس از مرگ» (به انگلیسی: Afterlife) نام دومین ترانه از گروه هوی متال آمریکایی اونجد سون‌فولد از آلبوم اونجد سون‌فولد است. ضبط این آهنگ در سال ۲۰۰۷ انجام گردید و در تاریخ ۲۹ ژانویه ۲۰۰۸ منتشر شد. این ترانه در سایت رسمی گروه اونجد سون فولد به عنوان بهترین آهنگ آلبوم اونجد سون‌فولد انتخاب شد. از این ترانه در بازی های گیتار هیرو ۵ و NHL09 استفاده شد.همچنین این ترانه مقام سوم بهترین ترانه راک در بریتانیا شد.

## ترک لیست
| شماره | نام                                                  | مدت  |
| ----- | ---------------------------------------------------- | ---- |
| ۱.    | «زندگی پس از مرگ ( ورژن رادیو )»                     | ۴:۰۲ |
| ۲.    | «زندگی پس از مرگ ( ورژن آلبوم )»                     | ۵:۵۴ |
| ۳.    | «زندگی پس از مرگ ( ورژن اجرا شده در کنسرت هالیوود )» | ۵:۲۲ |